# 귀뚜라미싸움

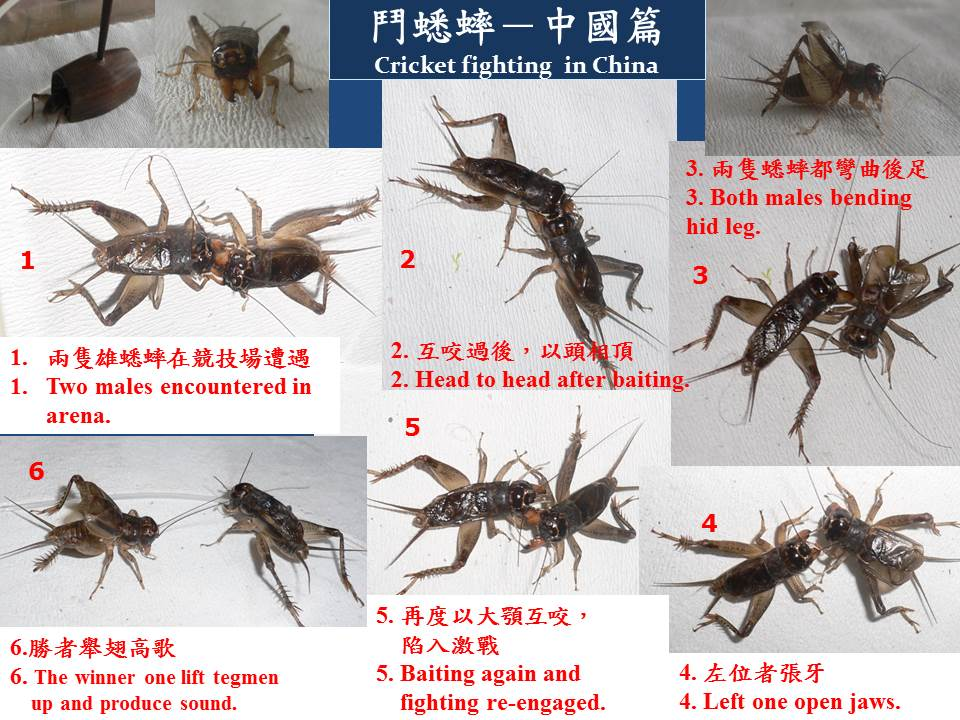

귀뚜라미 싸움이란 두 마리의 귀뚜라미를 한 공간에 가두어 두 마리가 맞붙어 싸우게 하는 중국의 전통놀이 중 하나이다.

## 유래
귀뚜라미 싸움은 중국 당나라 때 황제가 즐기던 게임으로, 창장 유역과 황허강 유역 중하위권에서 유래되었다.

## 방법
좁은 한 공간을 판이나 나뭇 조각으로 반을 나누어 각각 하나씩 귀뚜라미를 넣고 귀뚜라미를 약올리게 하여 흥분시킨 후, 넣어두었던 판이나 나뭇 조각을 빼내면 게임은 시작된다. 귀뚜라미의 특징 중 하나는 서로를 잡아먹는 것인데, 흥분된 귀뚜라미는 서로 상대방의 머리를 물어뜯으며 계속 공격하며, 먼저 도망치는 쪽이 패배하는 게임이다.

## 그 외 정보
- 귀뚜라미의 색깔, 크기, 힘 등에 따라 여러 등급이 매겨지며, 이를 고려하여 상대방의 귀뚜라미가 정해진다.
- 게임의 출전을 앞둔 귀뚜라미는 녹두, 달걀, 칼슘가루 등을 먹이기도 하며 게임 직전에는 흥분제를 먹이기도 한다.
- 출전하기 전에 귀뚜라미 체중관리를 시켜주며 때로는 단식을 하기도 한다.
- 중국에서는 도박성 게임을 금지해 예전에 비해 귀뚜라미 싸움이 유명하지는 않다.